# Murex
Murex ist der Name einer Schneckengattung aus der Familie der Stachelschnecken, die im Indopazifik vertreten ist.

## Merkmale
Die rechtsgewundenen Gehäuse der Murex-Arten sind breit kegelförmig und haben einen bauchigen Körperumgang. Der Siphonalkanal ist gerade und länger als Mündung und Gewinde. Die Außenlippe hat einen zahnartigen Vorsprung, während die Innenlippe glatt ist. Die Gehäuse einschließlich des Siphonalkanals sind entlang axial verlaufender Wülste (Varices) mit meist zahlreichen langen und dünnen Stacheln besetzt. Das Operculum ist hornig mit dem Nucleus am vorderen Rand.
Eine Besonderheit in der Anatomie der Männchen bei allen Murex-Arten – anders als etwa bei der früher zu dieser Gattung gestellten Herkuleskeule – ist, dass der Samenleiter an der Basis des Penis eine muskulöse Wand hat und so bei der Begattung zu besonders kräftigen Ejakulationen fähig ist.
Die Weibchen legen Eikapseln ab, in denen die sich entwickelnden Embryonen durch Nähreier versorgt werden. Die Veliger-Larven machen eine Phase als Plankton durch, die in der Regel nur wenige Tage dauert. Bei ein und derselben Art, Murex trapa, wurde einmal eine zweieinhalbtägige Planktonphase und einmal eine vollständige Entwicklung in der Eikapsel beobachtet.
Wie andere Stachelschnecken ernähren sich die Murex-Arten vorwiegend von schalentragenden Weichtieren.

## Verbreitung und Vorkommen
Das Verbreitungsgebiet der heute zur Gattung Murex gezählten Meerschneckenarten umfasst die warmen Meere des Indopazifiks. Hier sind die Schnecken insbesondere in der Gezeitenzone und im Sublitoral auf Sand wie auch zwischen Steinen und Korallen zu finden.

## Geschichte der Systematik
Murex bezeichnet im klassischen Latein die Purpurschnecken des Mittelmeers, aus denen schon in der Antike der begehrte Purpur gewonnen wurde, die aber auch als Nahrungsquelle dienten. Linnaeus beschreibt 1758 die Gattung als Schnecke mit einteiliger spiraliger Schale, die durch pergamentartige Nähte aufgeraut ist und deren Mündung in einem ganzen, geraden oder etwas aufsteigenden Kanal endet. Er schließt in diese Gattung neben zahlreichen Stachelschnecken unter anderem auch die Tritonshörner ein.
Mit der Zeit ist der Umfang der Gattung immer mehr eingeengt worden. Da als Typusart der Große Spinnenkopf (Murex tribulus) festgelegt worden ist, gehören seit den letzten Revisionen der Gattung die im klassischen Latein als Murex bezeichneten Purpurschnecken Herkuleskeule (Murex brandaris) und Stumpfe Stachelschnecke (Murex trunculus) nicht mehr zu dieser Gattung. Diese umfasst vielmehr nur noch Arten des Indopazifiks.
Murex-Arten waren im Mittelalter wie auch andere Meerschnecken (wie Fechterschnecken oder die Riesenstachelschnecke) Lieferant für die als blactae bizantiae oder ungulae aromaticae bezeichneten Deckel der Schnecken.